# Alluvione di Firenze del 4 novembre 1333
L'alluvione di Firenze del 4 novembre 1333 fu una delle più disastrose inondazioni dell'Arno che colpì il capoluogo toscano ed i suoi dintorni. Sebbene le acque non raggiunsero il livello del 4 novembre 1966, i danni furono probabilmente i più ingenti mai registrati in città per un evento del genere, col più alto numero di vittime: circa trecento.

## Storia
Molti cronisti ricordano i fatti di questa alluvione. Il più noto di tutti è Giovanni Villani, che ne fu testimone oculare e che riportò come dal 1º novembre si ebbe un gran diluvio d'acqua, che si rovesciò su Firenze e su tutta la Toscana per quattro giorni e quattro notti. Il livello del fiume crebbe rapidamente e iniziò ad esondare già nel Casentino, nella piana di Arezzo e nel Valdarno Superiore. Alle porte di Firenze, alla confluenza con la Sieve - fiume che pure aveva allagato la zona del Mugello - l'Arno arrivò già altissimo e il 4 novembre (caso vuole che sarà poi la stessa data dell'alluvione del 1966) inondò la zona di San Salvi e del Bisarno, giungendo a fino ad un'altezza di dieci braccia (quasi sei metri).
La sera le acque ruppero il muro d'argine presso il corso dei Tintori, inondando gravemente la zona di Santa Croce, per poi raggiungere San Pier Scheraggio, San Pier Maggiore e perfino la porta del Duomo. Sappiamo che nel battistero di San Giovanni l'acqua arrivò quasi ai matronei e coprì a metà le colonne in porfido a lato del portale centrale; nella chiesa di Santa Reparata arrivò a lambire le volte e fece crollare la vicina colonna di San Zanobi; nella Badia Fiorentina e in Santa Croce sommerse l'altare centrale. Nella corte interna di Palazzo Vecchio l'acqua raggiunse le sei braccia di altezza, cioè più di tre metri.
All'ora del Vespro le acque ruppero la pescaia di Ognissanti e fecero crollare il ponte alla Carraia, salvando solo due archi a lato nord. Il secondo ponte che crollò fu quello di Santa Trinita, di cui rimase solo una pila e un arco dal lato dell'omonima chiesa. Il terzo fu Ponte Vecchio, che era stato ricostruito circa centocinquant'anni prima dopo l'alluvione del 1177, e nel crollo andò perduta anche la statua di Marte posizionata su di un pilastro all’imboccatura del ponte, all’angolo di via Por Santa Maria. La statua, citata anche da Dante nel tredicesimo canto dell'Inferno (vv. 144), era già stata travolta dalle passate piene del fiume, ma, sebbene malconcia, era stata ritrovata e rimessa a guardia dell’Arno a protezione della città. In occasione dell'alluvione del 1333 però non fu più recuperata dalle acque e la sua distruzione, fu vista come preannuncio di future disgrazie. L'unico a resistere fu il ponte di Rubaconte (l'attuale Ponte alle Grazie) sebbene danneggiato dal crollo delle spallette, mentre andò distrutto il vicino castello d'Altafronte. 
L'alluvione provocò gravi danni anche nel contado, a Brozzi, Campi Bisenzio, Signa, nel contado di Prato, nel Valdarno inferiore, a Empoli che perse le mura, fino a Pisa
Quando le acque finalmente si ritirarono strade, case, cantine e botteghe erano invase dal fango maleodorante e furono impiegati più di sei mesi di lavoro per le operazioni di ripulitura; i pozzi si guastarono e ne dovettero essere scavati di nuovi e più profondi; danni si ebbero anche a coltivazioni, mulini e forni, causando una penuria di generi alimentari, attenuata dall'aiuto ricevuto dalle città circostanti, come Pistoia, Poggibonsi, Prato. Secondo il Villani le vittime umane accertate furono circa trecento e una grandissima quantità di bestiame andò perduta. I danni alle abitazioni, agli edifici pubblici e alle infrastrutture stradali, soprattutto i ponti, della città di Firenze vennero stimati a più di 150.000 fiorini.

## Iscrizioni commemorative
Memorie di questa catastrofica alluvione sono ancora oggi visibili in città. La più nota è forse la lapide al Canto dei Soldani in via San Remigio, in cui un'iscrizione in rima ricorda il livello raggiunto qui dalle acque, a 4,22 metri dal livello di calpestio attuale.
| M CCC XXXIII DI QUATRO DINOVEMBRE GIUOVEDI LA NOCTE POI VEGNENDOL VENERDI FU ALTA LACQUA DARNO ĪFINO AQUI _ |

Sopra di essa si trova, ben più alta di circa trenta centimetri, la lapide che segna il livello delle acque nell'alluvione del 1966.
Sul ponte Vecchio si trovano inoltre due lapidi (una in volgare e una in latino) che ne ricordano la riedificazione dodici anni dopo, nella forma che è ancora quella attuale.
Sull'affaccio d'Arno, presso l'edificio a nord del monumento a Benvenuto Cellini, si trova una lapide in caratteri gotici e pessimo stato di conservazione (metà è illeggibile). Una manina scolpita indica l'inizio del testo:
| † NEL TRENTATRE DOPO L MILLE TRECENTO IL PON TE CADDE PER DILVVIO DACQVE POI DODICI ANNI AL COMVNE PIACQVE RIFATTO FV CON QVESTO ADORNAMENTO |

Sul lato opposto, sotto le arcate del corridoio vasariano, un'altra lapide trecentesca in lingua latina ricorda il crollo e ricostruzione del ponte. A sinistra del testo è rappresentato un idolino alato su piedistallo, a cui fa riferimento anche il testo, ma la cui presenza non è tuttavia del tutto chiara. Traduzione: "Il 4 novembre 1333 questo ponte crollò per un turbine di molte acque; poi nel 1345 fu fatto nuovo più bello e adorno. Questo fanciullo mostra sinteticamente ciò che accadde".
| ANNO:MILLENO TER:CENTŪ:TER:QUOQ}:DENO ET TRIBUS:ADIUNTTIS:Ī QUARTA:LUCE:NOVĒBRIS: TURBINE:LIMPHARŪ MULTARŪ:CORRUIT:HIC:PONS: POSTEA:MILLENIS:TER:CENTU:QNQ}:NOVENIS PULCRIOR:ORNATUS:FĀS:FUIT:ET:RENOVATUS HIC:PUER:OSTENDIT:BREVITER: QUE:FCĀ:FUERŪT: |

## Testimonianze letterarie
Alla tragica alluvione fiorentina del 4 novembre 1333 è dedicato un antico serventese di un poeta dell'epoca, Antonio Pucci, dal titolo Novello sermintese, lagrimando e tramandato dal manoscritto cosiddetto "Kirkup": l'autore, testimone in prima persona del disastro, ne ravvisava la causa fondamentale nello sfrenato desiderio di arricchimento dei fiorentini. Questi, infatti, nel corso degli anni avevano sfruttato il corso dell'Arno costruendo numerosi approdi che dovevano garantire, insieme alla viabilità tra le due sponde assicurata dai ponti, una rete stradale e fluviale fondamentale per le attività che si svolgevano nel suo letto a monte e a valle; furono costruiti anche mulini, gualchiere e pescaie (all’epoca collocate su grandi zattere di legno ancorate alle sponde del fiume) per favorire l’approvvigionamento d’acqua nei momenti di magra. Una delle cause del disastro fu attribuita proprio alla moltitudine di queste strutture produttive lungo il corso del fiume: si riteneva infatti che insieme alle pescaie che le alimentavano e ai ponti, ne avessero impedito il libero fluire.
Qualche secolo dopo anche Giovanni Targioni Tozzetti menzionò l'alluvione del 1333. Lo studioso fiorentino così scriveva nel 1767 al Granduca Leopoldo di Toscana nella Disamina di alcuni progetti fatti nel secolo XVI per salvare Firenze dalle inondazioni dell’Arno, relativamente al fiume, ai problemi legati al suo alveo e alle sue inondazioni come la disastrosa piena del 1333: “molte volte ha cagionato, e sempre più cagionerà nell’avvenire il fiume Arno, suo [di Firenze] ospite malcontento, e traditore (…) ma quel ch’è peggio, colle Fabbriche fu usurpato, e stroncato il suo Alveo naturale (…) nel 1333 a dì 4 novembre gonfissimo d’acque, e quasi sdegnato delle angustie, nelle quali pretendevano tenerlo i buoni Fiorentini, dando una furiosa capata al Ponte vecchio, e agli altri due di S. Trinita, e della Carraia, gli rovinò, e gli portò via insieme colla Pescaia d’Ognissanti; indi per rimettersi in possesso del suo antico e conveniente letto (…)”.